# La Lune et le Caudillo
La Lune et le Caudillo. Le rêve des intellectuels et le régime cubain (1959-1971) est un essai de Jeannine Verdès-Leroux, sociologue et historienne, publié en 1989 chez Gallimard. 
L'ouvrage met en perspective le régime castriste avec le rêve des intellectuels. Il a obtenu le prix Biguet  de l'Académie française.

## Origine du titre
Le titre vient d'un échange entre Jean-Paul Sartre et Fidel Castro lors du voyage du philosophe à Cuba en 1960 : « Le besoin d'un homme est un droit fondamental », disserta Castro ; alors Sartre s'enhardit : « Et s'ils demandaient la lune ? » ; Castro, ayant réfléchi, répondit : « S'ils me demandaient la lune, ce serait parce qu'ils en ont besoin ».
Le caudillo, dans le monde hispano-américain, est un chef de guerre, avec une connotation péjorative d'autoritarisme dictatorial. Ce reproche, des opposants à Fulgencio Batista l'adressaient déjà à Castro avant sa prise du pouvoir.

## Présentation
Le livre repose sur une documentation importante, qualifiée de « colossale » par Serge Raffy.
Jeannine Verdès-Leroux a consulté les archives des journaux cubains Bohemia, Hoy (organe du P.S.P., communiste), Revolución (M-26, castriste), Granma, en particulier, mais aussi une centaine de discours de Castro, les textes d'Ernesto Che Guevara et de ses proches, ainsi que les études, récits, ou biographies publiées sur la mise en place et la consolidation du régime castriste ; elle a aussi rencontré personnellement des témoins des faits.
Il constitue, d'une part, un réquisitoire argumenté contre l'attitude de l'intelligentsia de gauche vis-à-vis du régime castriste, de sa prise du pouvoir, en 1959, jusqu'à cette « rupture », en 1971, une tentative de réponse à cette interrogation, « ce violent paradoxe » : comment des intellectuels de gauche, philosophes, journalistes, écrivains, ont-ils été amenés à chanter sans discernement les louanges d'un régime qui appliquait chez lui tout ce qu'ils condamnaient en d'autres lieux, et d'autre part une proposition de lecture du castrisme plus réaliste que sa « légende » diffusée par la propagande et reprise par ses thuriféraires. Ce travail en fait un ouvrage essentiel, qualifié par Pierre Rigoulot de « grand livre du déniaisement sur Cuba » et régulièrement cité en référence par ceux qui ont écrit ultérieurement sur le sujet.

## Accueil critique
Pour l'historien Pierre Rigoulot, l'ouvrage de Jeannine Verdès-Leroux « reste incontournable, prenant de front les fausses évidences reçues par la légende ».
L'universitaire Jean-Yves Guerin indique que l'ouvrage articule une histoire politique, sociale et culturelle. Pour Jeannine Verdès-Leroux, il était possible pour les intellectuels en visite de découvrir ce qui se passait réellement à Cuba plutôt que de « banqueter au frais de la princesse révolutionnaire ».
Serge Raffy, dans « Castro l’infidèle », souligne : « Un livre, pourtant, aurait dû alors réveiller tout le monde : « La Lune et le Caudillo », de Jeannine Verdès-Leroux. Cette chercheuse en sciences politiques […] a décortiqué tous les discours de Castro, exploré toute la presse existante, récupéré une documentation colossale, […] et produit en 1989 une œuvre magistrale qui déboulonne certes la statue, mais, surtout […]  analyse l’incroyable aveuglement des intellectuels français face à l’un des plus grands subterfuges de l’histoire politique contemporaine.». Et il ajoute : « À sa sortie, le livre est mis sous l’éteignoir et connaît un échec commercial complet. Aucun éditeur de langue espagnole à ce jour n’a jugé utile de le traduire. Il garde pourtant la même force démystificatrice et reste étonnamment d’actualité, vingt ans après […] »[réf. nécessaire]

## Distinction
En 1990, La Lune et le Caudillo a reçu le prix Biguet de l'Académie française.